# Heffesant
Heffesant, è stata un'isola delle Isole Frisone Occidentali. Localizzata nel Mare dei Wadden, era situata al largo della costa dell'attuale provincia di Groninga nei Paesi Bassi, all'altezza di Pieterburen a sud di Bosch. Heffesant, era, con molta probabilità, proprietà dell'abbazia di Aduard.
L'isola, che era probabilmente abitata, è riportata su una mappa di Abraham Ortelius del 1568. Il nome deriva dalla parola hef, che in lingua frisone antica significa mare.
Nell'aprile del 2015, un gruppo di scienziati, con il supporto di tecnici specializzati in carotaggi ed alcuni abitanti del nord Groninga, hanno organizzato una spedizione alla ricerca dei resti di Heffesant, non ottenendo, però, risultati utili. Un secondo tentativo nel giugno dello stesso anno, ha portato alla scoperta di un vecchio relitto e di alcune conchiglie che potrebbero essere un primo "pezzo del puzzle" per il ritrovamento dell'isola.